# George Gruntz

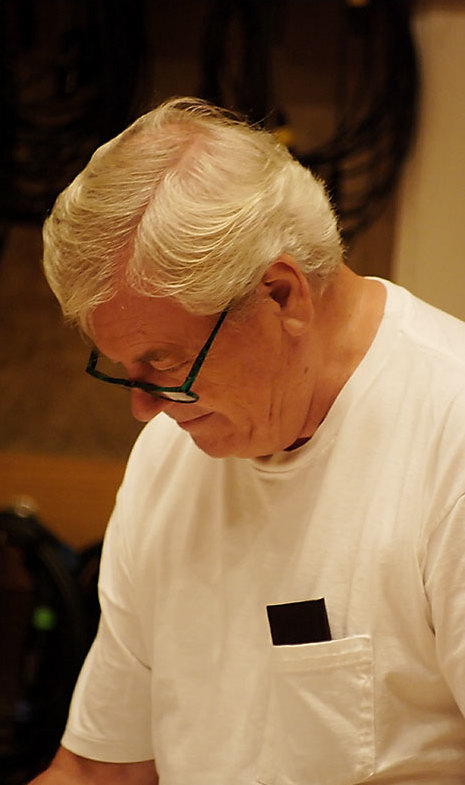
George Gruntz

George Paul Gruntz (* 24. Juni 1932 in Basel; † 10. Januar 2013 in Allschwil) war ein Schweizer Jazz-Pianist, Komponist, Arrangeur und Bandleader.

## Leben und Wirken
George Gruntz war nach dem ersten Klavierunterricht bei Eduard Henneberger und dem Studium am Konservatorium in Zürich ab 1956 für Radio Basel als Pianist und Arrangeur tätig. 1958 wurde er international bekannt als Mitglied der Newport International Band am Newport Jazz Festival, wo er auch mit Louis Armstrong spielte.
Während der 1960er absolvierte Gruntz (u. a. in der Band von Kurt Weil) zahlreiche Europatourneen und begleitete als Pianist  Dexter Gordon, Roland Kirk, Donald Byrd, Lee Konitz, Chet Baker, Johnny Griffin, Gerry Mulligan und Art Farmer. 1962 war er mit Sängerin Helen Merrill in Japan. 1964 war sein erster grosser Plattenerfolg mit Jazz goes Baroque und eine erste Zusammenarbeit mit dem Komponisten Rolf Liebermann (Expo 64, Schweizer Landesausstellung). 1965 schloss er sich Flavio Ambrosetti an und leitete eigene Trios. Anschliessend initiierte er zwei frühe Ethno-Jazz-Produktionen: das Basler Sticksland-Konzert mit Basler Trommlern und Pfeifern, Drummern und Bläsern aus dem Jazz und die  erfolgreiche Noon in Tunisia (1967) mit tunesischer Beduinenmusik. Die Basler Trommler und Pfeifer kombinierte er 1974 mit schottischen Trommlern und Dudelsackspielern und Jazz. 1968 und 1969 tourte er mit Phil Woods und dessen European Rhythm Machine.
1971 erfolgte zusammen mit Franco Ambrosetti eine erste Arbeit mit eigener Big Band. 1972 folgte mit Flavio und Franco Ambrosetti, Daniel Humair und Gérard Lüll die Gründung von The Band, aus der 1978 The George Gruntz Concert Jazz Band GG-CJB wurde, in der Alan Skidmore, Sheila Jordan, Dave Bargeron oder Ray Anderson seine Arrangements spielten und die ausser Australien alle Erdteile bereiste, so 1992 auch China und Hongkong, 1996 in Russland und 1997 in Ägypten (mit Burhan Öçal). Als einzige europäische Big Band rangierte sie im weltweiten „Critics Poll“ der amerikanischen Jazzfachschrift Down Beat mehr als zehn Mal ununterbrochen in den ersten Rängen.
1973 gründete Gruntz die Piano Conclave, die bei ihren Auftritten jeweils sieben der führenden europäischen Pianisten Wolfgang Dauner, Jasper van’t Hof, Joachim Kühn, Adam Makowicz, Fritz Pauer, Martial Solal, Gordon Beck oder Gruntz vereinte. 1977 spielte er mit den Schlagzeugern Pierre Favre, Jack De Johnette, Fredy Studer, Dom Um Romão sowie David Friedman als Percussion Profiles auf dem Monterey Jazz Festival. Gruntz arbeitete darüber hinaus häufig mit dem Trompeter Franco Ambrosetti, ab 1984 mit Uschi Brüning und 1985 mit den Musikern des von ihm mit gegründeten Swiss Jazz Pool zusammen. Ab 1989 spielte Gruntz auch im Trioformat mit Mike Richmond und Adam Nussbaum, mit denen er für Enja das Live-Album Serious Fun aufnahm.
Bereits in den 1960er Jahren kooperierte er mit den Komponisten Rolf Liebermann, Earle Brown und Hans Werner Henze. Gruntz komponierte mehrere Bühnenwerke und Oratorien. Die Pariser Oper beauftragte Gruntz 1973 mit der Komposition einer World Jazz Opera, welche 1982 im LaMama-Theater in New York City in Teilen uraufgeführt wurde. Das Werk entstand in Zusammenarbeit mit dem afroamerikanischen Dichter Amiri Baraka (LeRoi Jones). Mit dem Dichter Allen Ginsberg komponierte er Cosmopolitan Greetings, die Regisseur Robert Wilson 1988 in Hamburg inszenierte. Als weitere Jazzoper entstand 2003 The Magic of Flute (Libretto: Peter O. Chotjewitz), und 2007 die Ballett-Musik Milk and Honey (Theater Basel).
Gruntz schrieb auch zahlreiche Filmmusiken u. a. für Hannes Schmidhauser (Seelische Grausamkeit, 1960, die er mit Barney Wilen, Marcel Peerers, Raymond Court, K. T. Geier, Kenny Clarke einspielte), sowie für Franz Peter Wirth (Ein Mann im schönsten Alter, 1963), Johannes Schaaf (Tätowierung, 1967), Peter Lilienthal (Malatesta, 1970, Die Sonne angreifen 1971), Bernhard Wicki (Karpfs Karriere, Das falsche Gewicht, 1971 und Die Eroberung der Zitadelle 1977) und Fred Haines (Der Steppenwolf, 1974).
George Gruntz arbeitete häufig als Gastdirigent von Radio-Bigbands (NDR, WDR), aber auch Sinfonieorchestern (u. a. Orchestre de la Suisse Romande) in Europa und ab 1992 mit der Big Band de Lausanne (Yvan Ischer). Von 1970 bis 1984 war er musikalischer Leiter des Zürcher Schauspielhauses, von 1972 bis 1994 künstlerischer Leiter der Berliner Jazztage (Farewell-Konzert mit der GG-CJB, Elvin Jones, Erika Stucky und Joe Henderson). 1995 wurde er mit dem Verdienstkreuz erster Klasse des Verdienstordens der Bundesrepublik Deutschland ausgezeichnet.
1991 arbeitete Gruntz auf dem Jazzfestival Montreux mit Miles Davis und Quincy Jones zusammen. 1993 kam es zum Konzert gegen Rassismus (Jazz gegen rechts) beim RIAS Berlin. 1994 entstanden Aufnahmen zu Raybone in New York mit der GG-CJB feat. Ray Anderson und mit Europa-Tournee mit dem Ray Anderson Quartet. Es folgte der Beginn der Zusammenarbeit mit Erika Stucky und ab 1995 mit Dino Saluzzi, 1996 mit Fab Four (Quartett des Drummers Fabian Kuratli), 1997 mit Burhan Öçal (später im Trio mit Matthieu Michel), 1999 mit Thierry Lang (Piano-Twins) und 2005 mit Tobias Preisig.

1997 war George Gruntz Composer in Residence beim Festival Young Artist in Concert in Davos, 2001/2002 Artist in Residence beim Yehudi-Menuhin-Festival in Gstaad. Dort trat er in den Folgejahren mit Daniel Schnyder auf (auch erweitert durch den Cembalisten Rudolf Lutz und den Geiger Volker Biesenbender). Er gab auch zahlreiche Solokonzerte und realisierte mit der GG-CJB 2011 seine letzte Europa-Tournee, der mit Dig My Trane 2012 schliesslich ein Coltrane-Projekt mit der NDR Big Band und der letzte Montreux-Auftritt und Ende November 2012 die letzte Reise nach New York und Aufnahme mit der GG-CJB folgte: News Reel Matters. Mit seinem Grosscousin James Gruntz und Tobias Preisig gab George Gruntz am 22. August 2012 in Baden (CH) sein letztes Konzert.

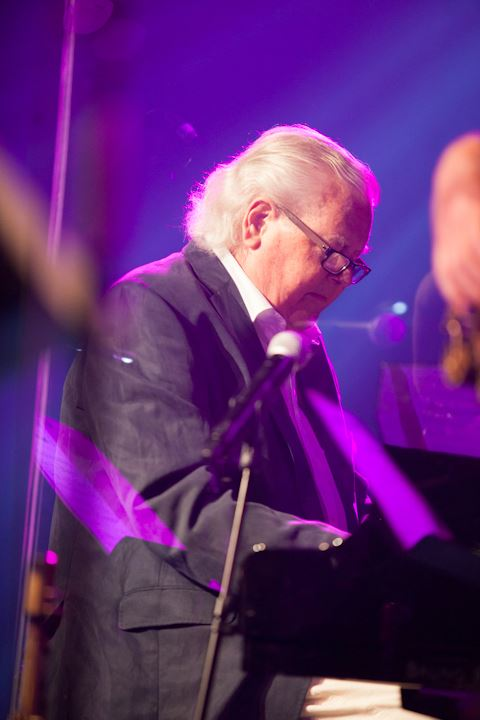
George Gruntz auf dem Montreux Jazz Festival 2012

## Filmografie (Auswahl)
- 1963: Seelische Grausamkeit
- 1964: Ein Mann im schönsten Alter
- 1967: Tätowierung
- 1970: Malatesta
- 1971: Das falsche Gewicht
- 1971: Die Sonne angreifen
- 1971: Karpfs Karriere
- 1974: Der Steppenwolf (The Steppenwolf)
- 1977: Die Eroberung der Zitadelle

## Publikationen
- Als weißer Neger geboren. Ein Leben für den Jazz. Corvus, Berneck 2002, ISBN 3-9522460-1-8 (Autobiografie).